# مسجد عمرو بن العاص (القاهرة)
جامع عمرو بن العاص أو (مسجد الفتح، المسجد العتيق، تاج الجوامع) هو أحد جوامع القاهرة التاريخية، أنشئ خلال عهد حكم عمرو بن العاص لمصر في مدينة الفسطاط التي أسسها المسلمون كأول عاصمة إسلامية.
كانت مساحة الجامع وقت إنشائه 50 ذراعاً في 30 ذراعاً وله ستة أبواب، وظل كذلك حتى عام 53هـ / 672م حيث توالت التوسعات فزاد من مساحته مسلمة بن مخلد الأنصاري والي مصر من قبل معاوية بن أبي سفيان وأقام فيه أربع مآذن، وتوالت الإصلاحات والتوسعات بعد ذلك علي يد من حكموا مصر حتى وصلت مساحته بعد عمليات التوسيع المستمرة نحو أربعة وعشرين ألف ذراع معماري،. وهو الآن 120 في 110أمتار.

إبان الحملة الصليبية على بلاد المسلمين وتحديدا عام 564 هـ، خاف الوزير شاور من احتلال الصليبيين لمدينة الفسطاط فعمد إلى إشعال النيران فيها إذ كان عاجزا عن الدفاع عنها واحترقت الفسطاط وكان مما احترق وتخرب وتهدم جامع عمرو بن العاص. عندما ضم صلاح الدين الأيوبي مصر إلى دولته، أمر بإعادة إعمار المسجد من جديد عام 568 هـ، فأعيد بناء الجامع والمحراب الكبير الذي كسي بالرخام ونقش عليه نقوشا منها اسمه.

## التخطيط المعماري للجامع:
كان التخطيط المعماري الأصلي للجامع يتكون من مساحة مستطيلة طولها نحو 45 متراً وعرضها نحو 27 متراً، وقد أحيط الجامع من جهاته الأربع بطريق، و لم يكن له صحن ولا محراب مجوف ولا مئذنة وكان به منبراً وقد بنيت جدران الجامع الخارجية من الطوب اللبن وكانت خالية من الزخارف أما ارتفاع الجامع من الداخل فمن المرجح أنه كان حوالي ثلاثة أمتار مثل المسجد النبوي، وقد أجريت على جامع عمرو بن العاص عدة زيادات وإضافات خلال عصور إسلامية مختلفة وحتى عصرنا الحالي.

## التخطيط الحالي للجامع:
فإنه يتكون من مدخل رئيسي بارز يقع في الجهة الغربية للجامع الذي يتكون من صحن كبير مكشوف تحيط به أربعة أروقة ذات سقوف خشبية بسيطة، أكبر هذه الأروقة هو رواق القبلة، وبصدر رواق القبلة محرابين مجوفين يجاور كل منهما منبر خشبي، كما يوجد بجدار القبلة لوحتان ترجعان إلى عصر المماليك.
كما يوجد بالركن الشمالي الشرقي لرواق القبلة قبة يرجع تاريخها إلى عبد الله بن عمرو بن العاص، أما صحن الجامع فإنه يتوسطه قبة مقامة على ثمانية أعمدة رخامية مستديرة الشكل، وكانت نوافذ الجامع القديمة مزخرفة بزخارف جصية لا زالت بقاياها موجودة بالجدار الجنوبي، أما عقود الجامع في رواق القبلة فإنها ترتكز على أعمدة رخامية ذات تيجان مختلفة استجلبت من عمائر قديمة.

## أبرز من خطب في الجامع
وممن ألقى دروسا وخطبا ومواعظ في هذا الجامع:
- الشافعي
- الليث بن سعد
- أبو طاهر السلفي
- العز بن عبد السلام
- ابن هشام صاحب السيرة.
- محمد الغزالي.
- عبد الصبور شاهين.

## معرض صور

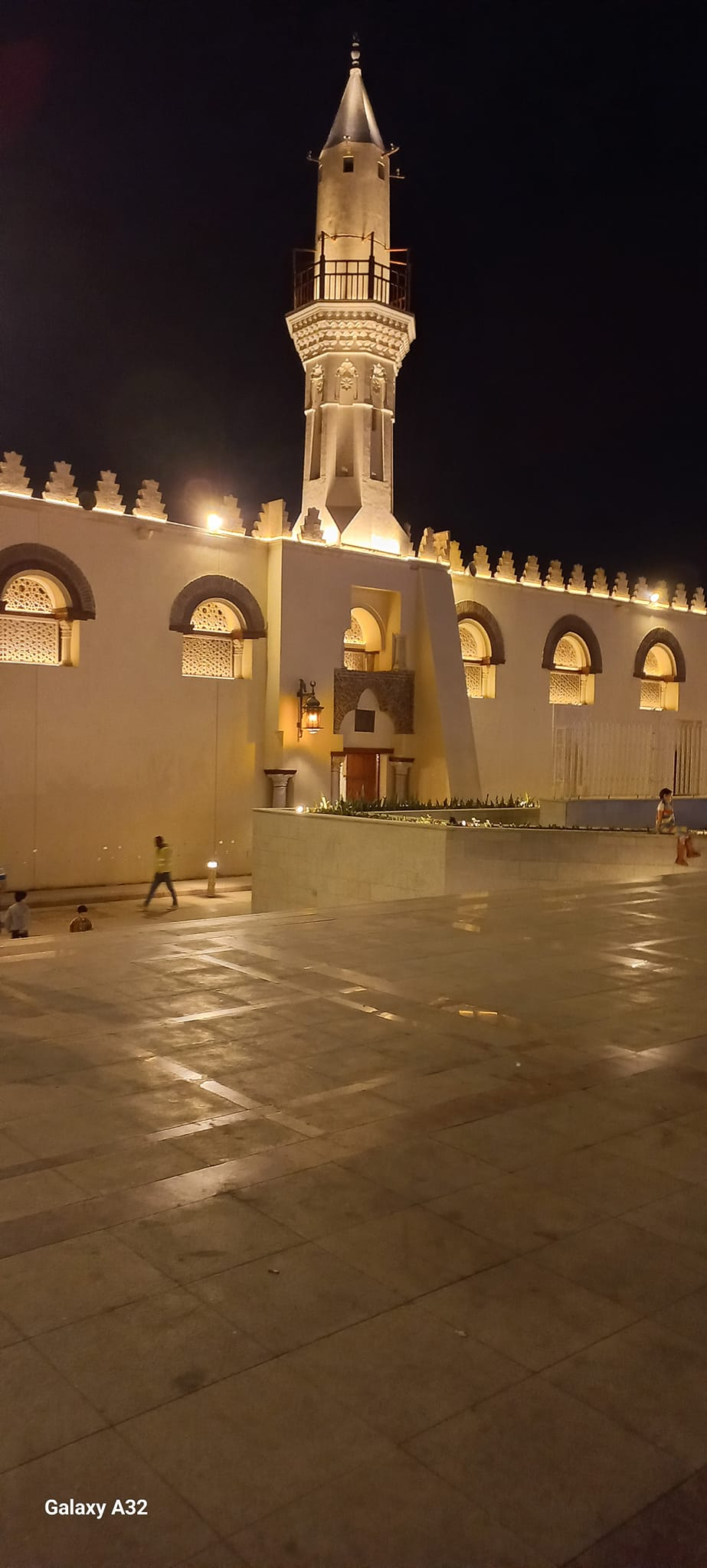
جامع عمرو بن العاص من الخارج ليلاً
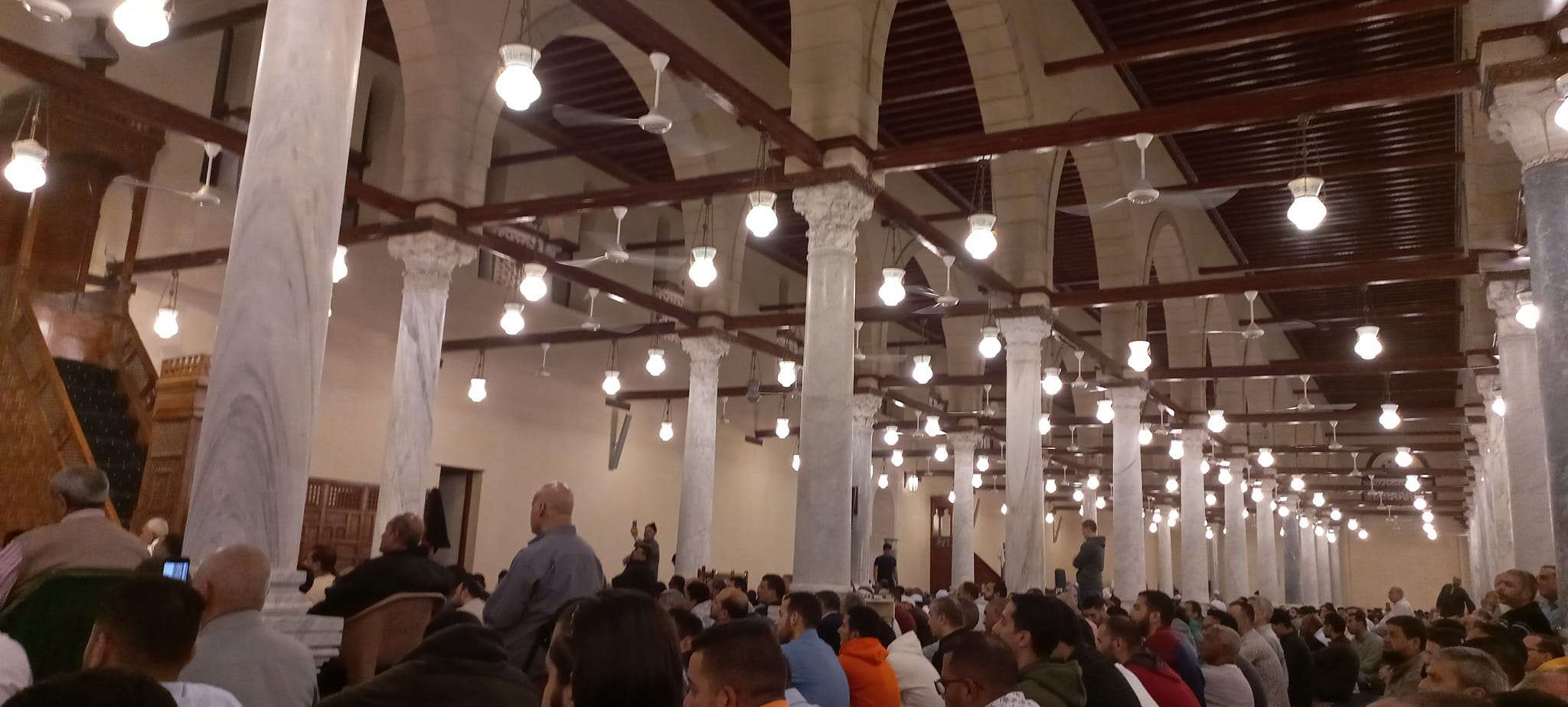
جامع عمرو بن العاص من الداخل
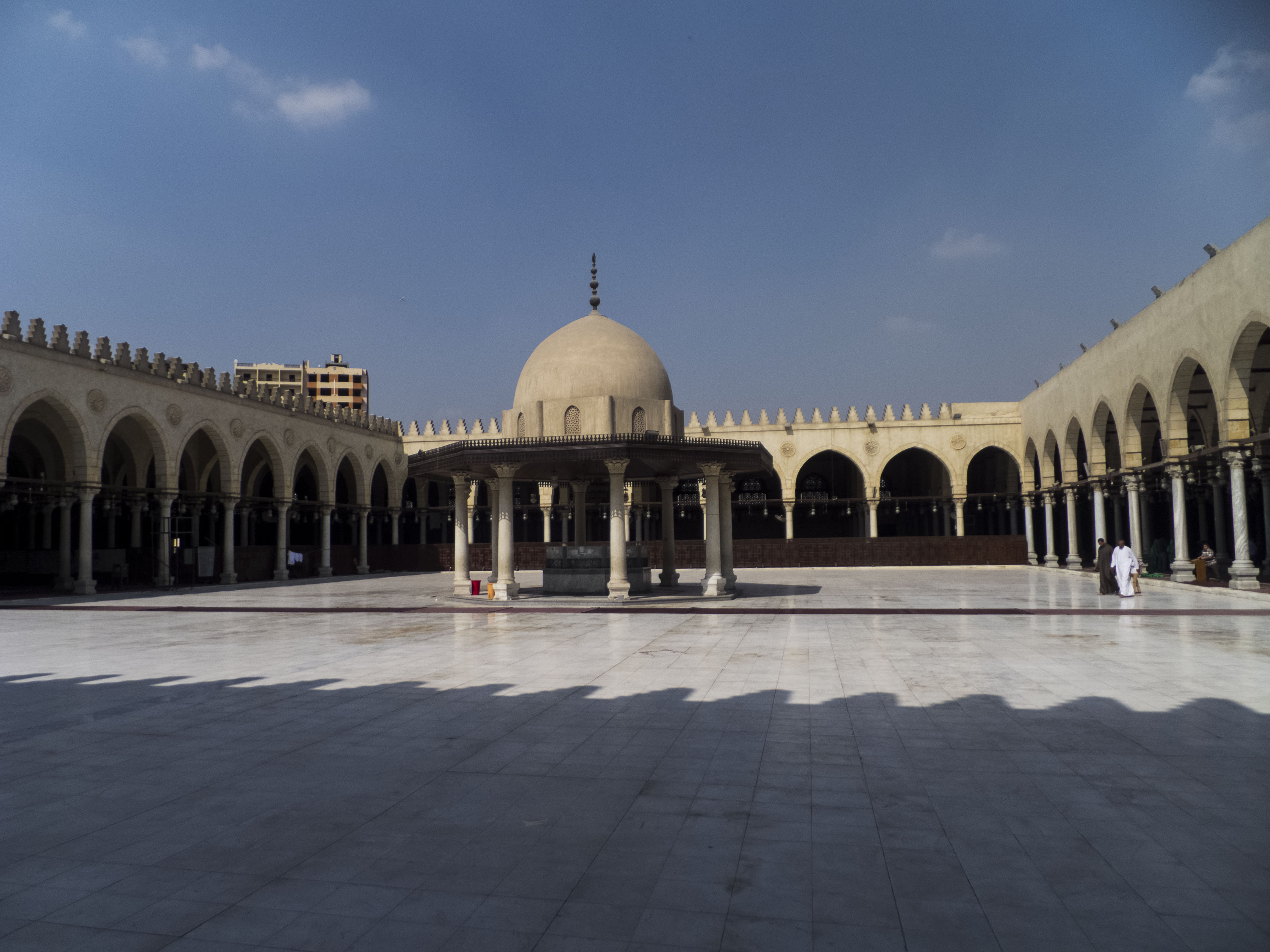
باحة مسجد عمرو بن العاص والميضأة
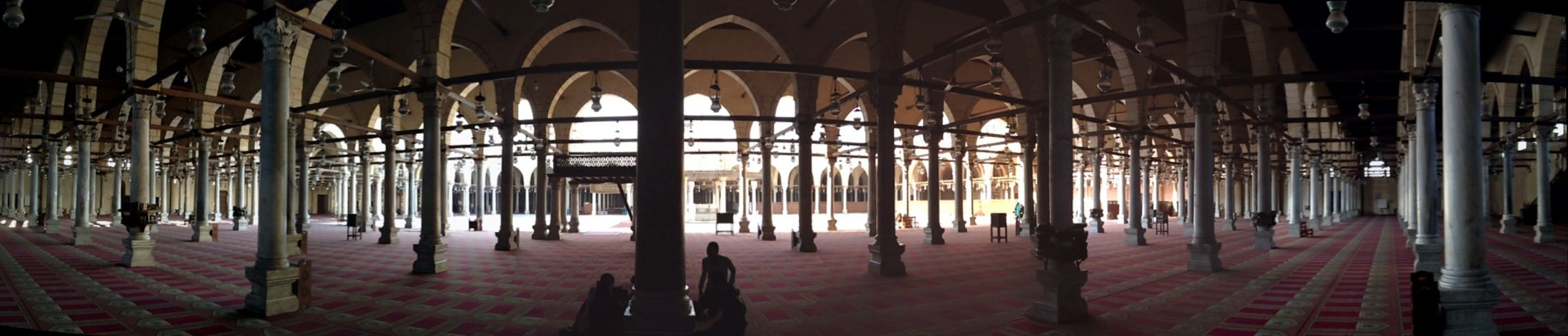
جامع عمرو بن العاص
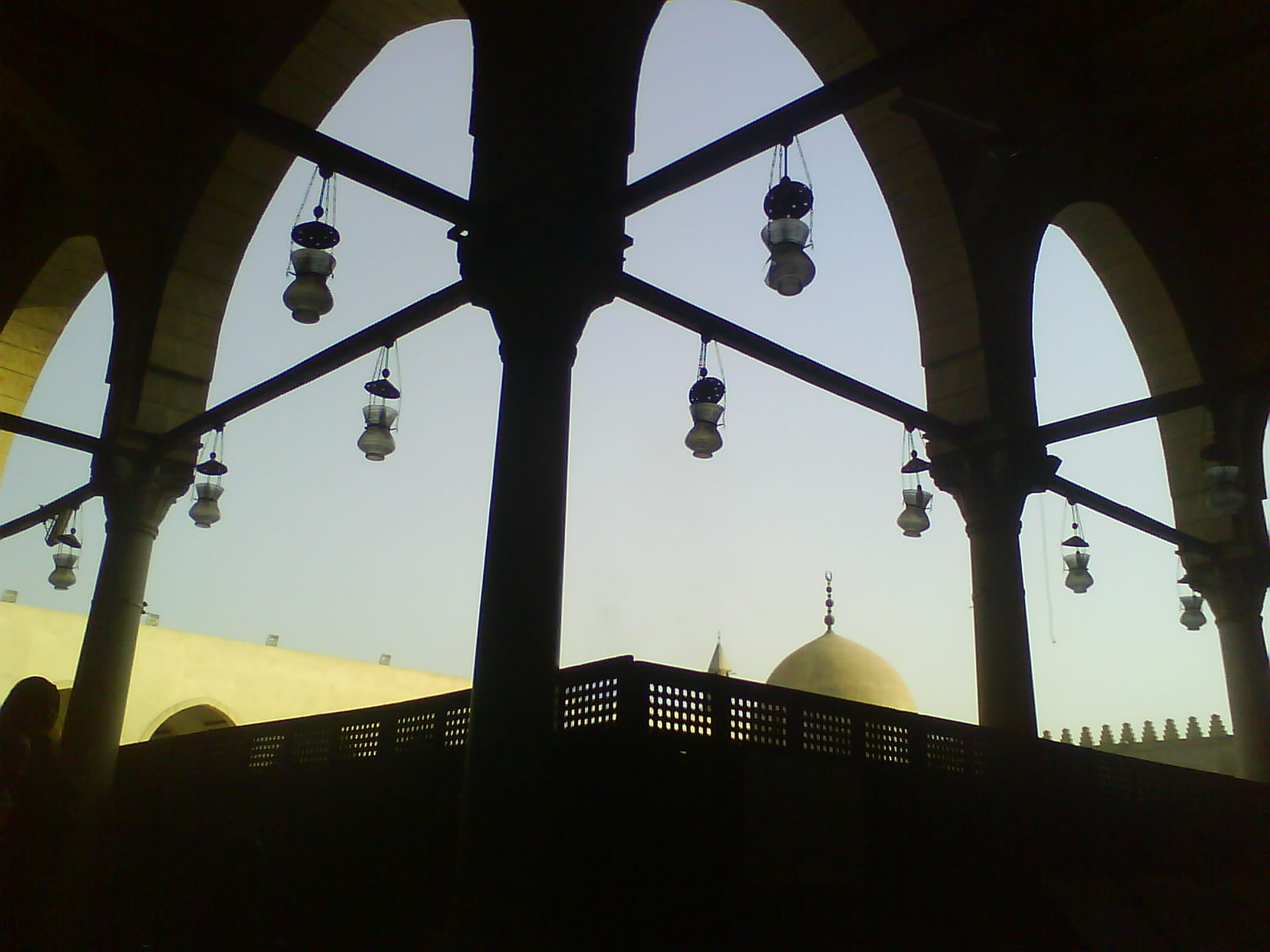
صورة داخلية للمسجد
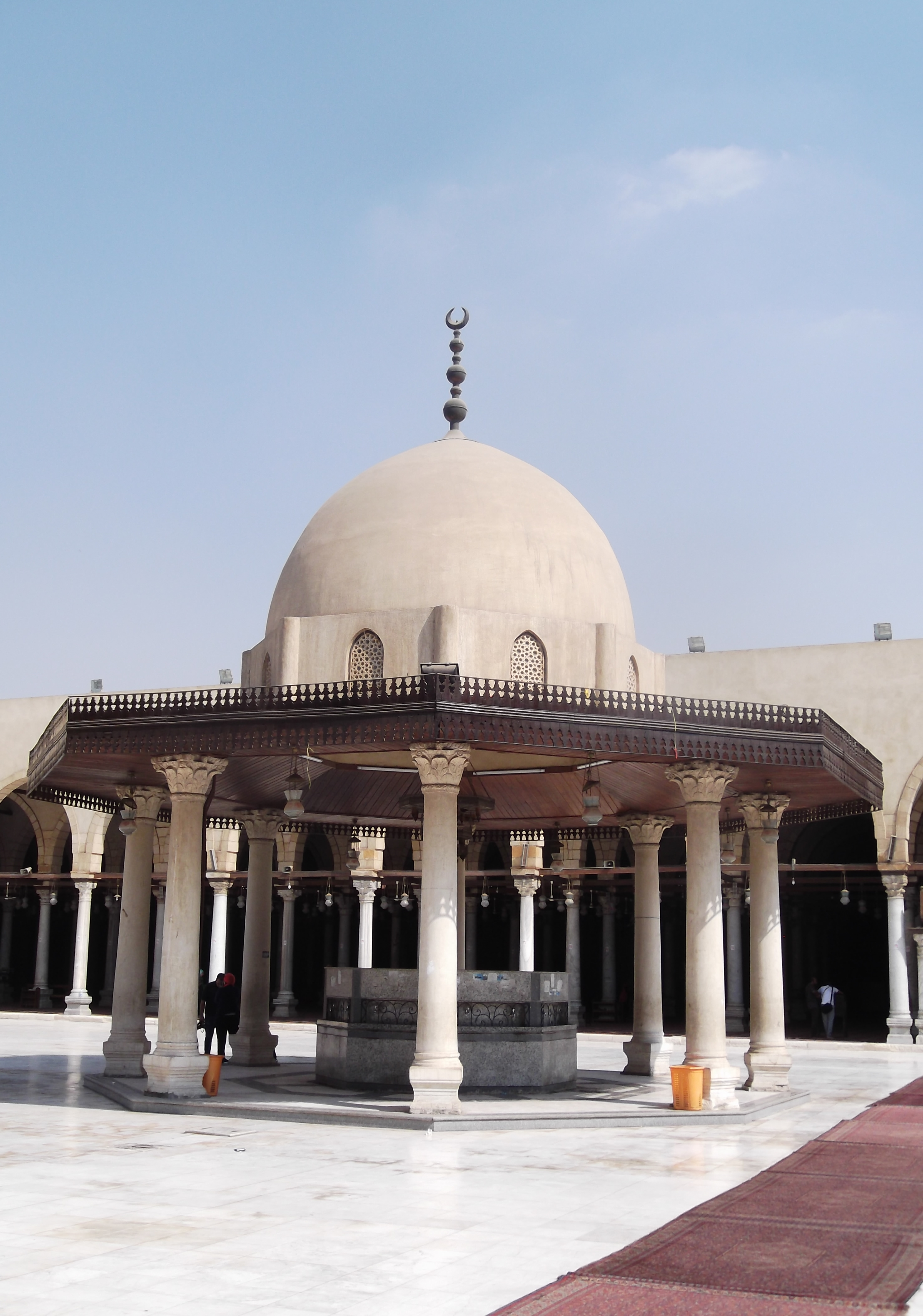
الميضأة في جامع عمرو بن العاص
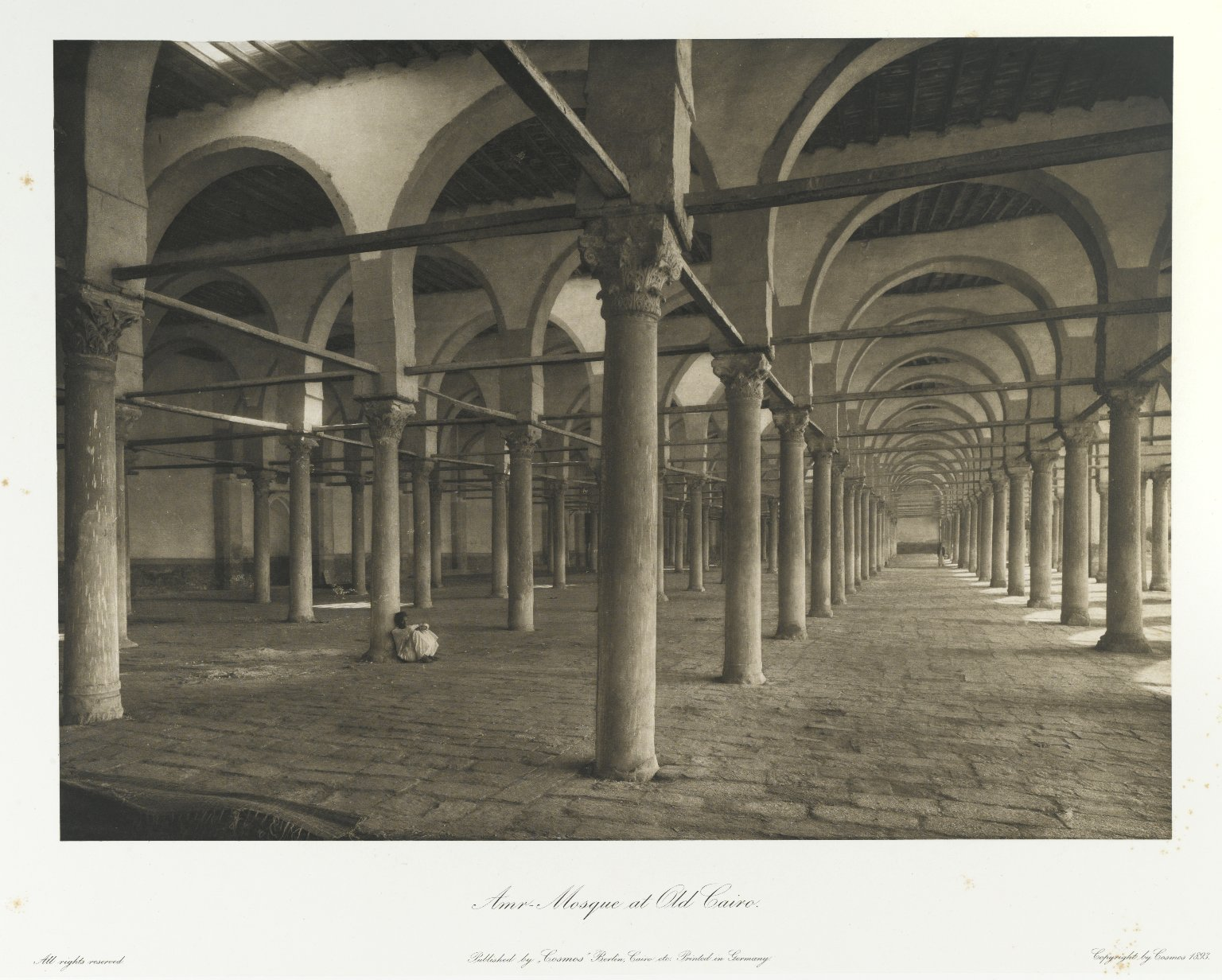
أروقة الجامع سنة 1893م
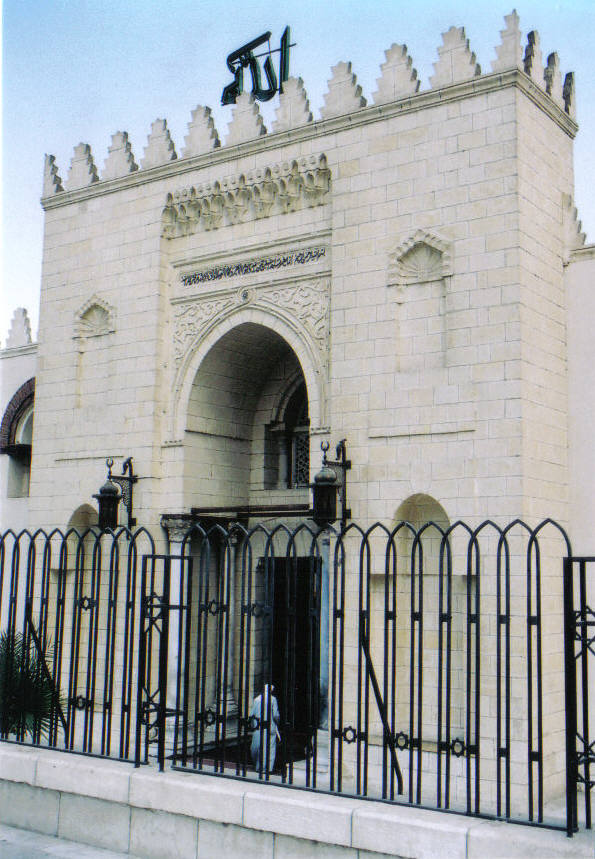
مدخل الجامع
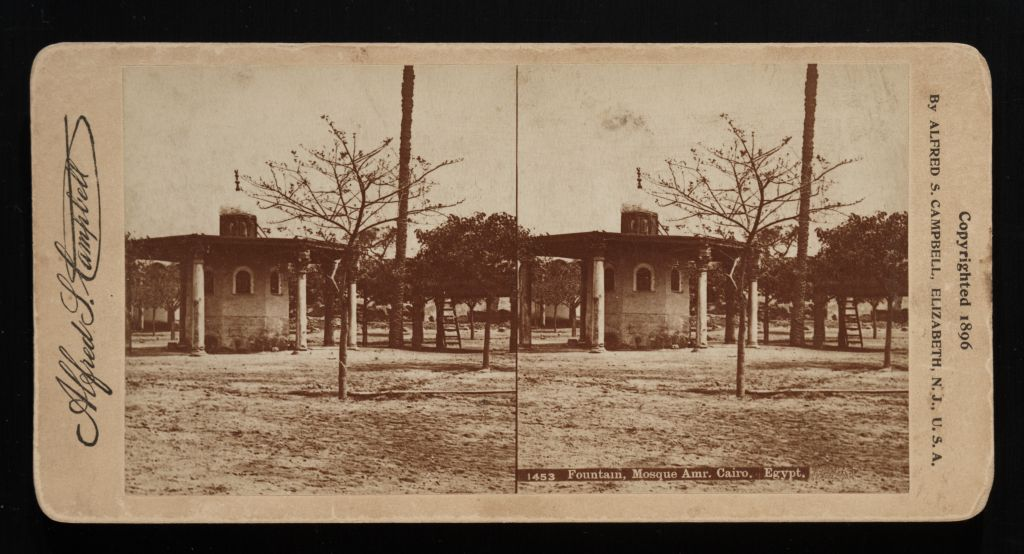
سنة 1896م
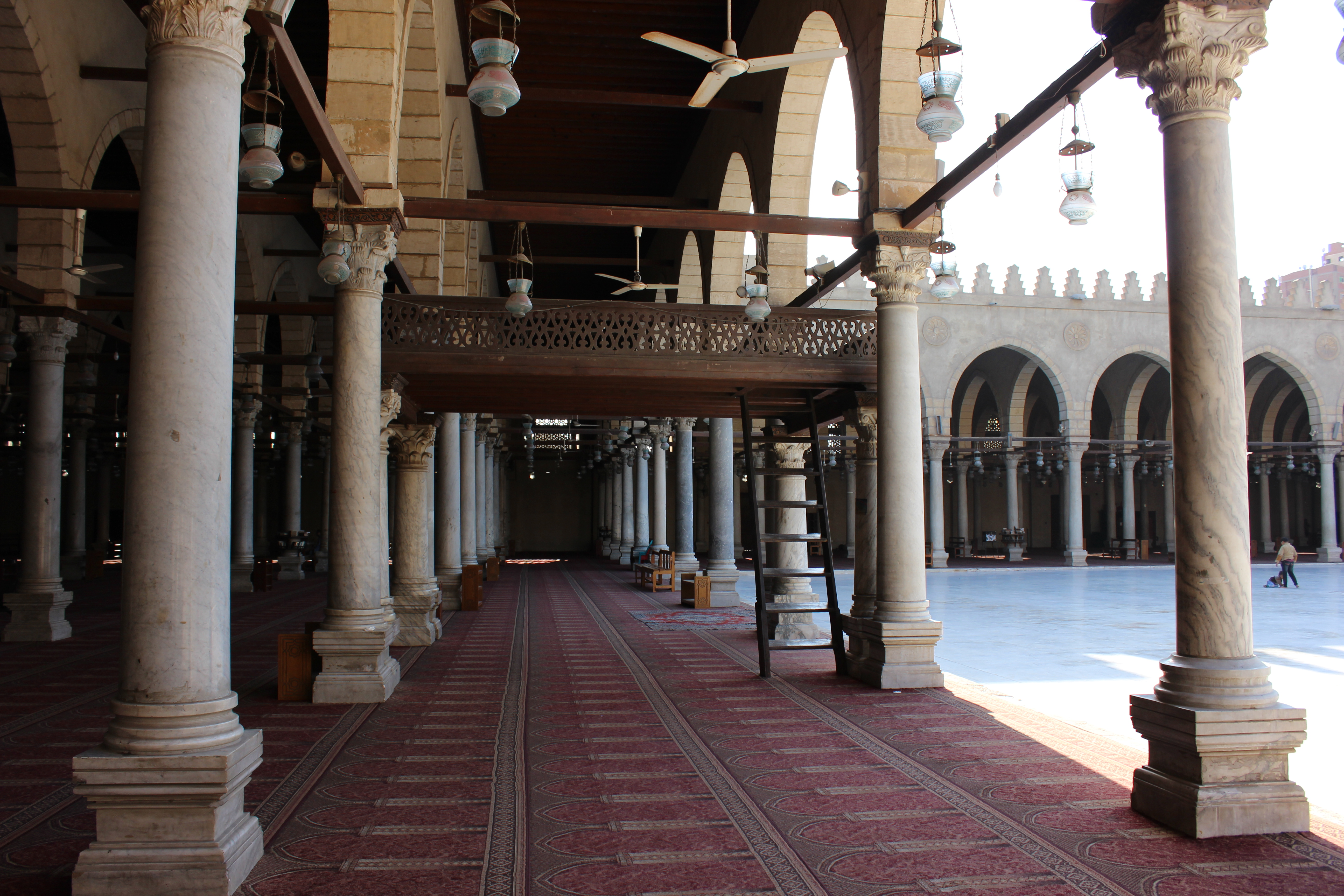
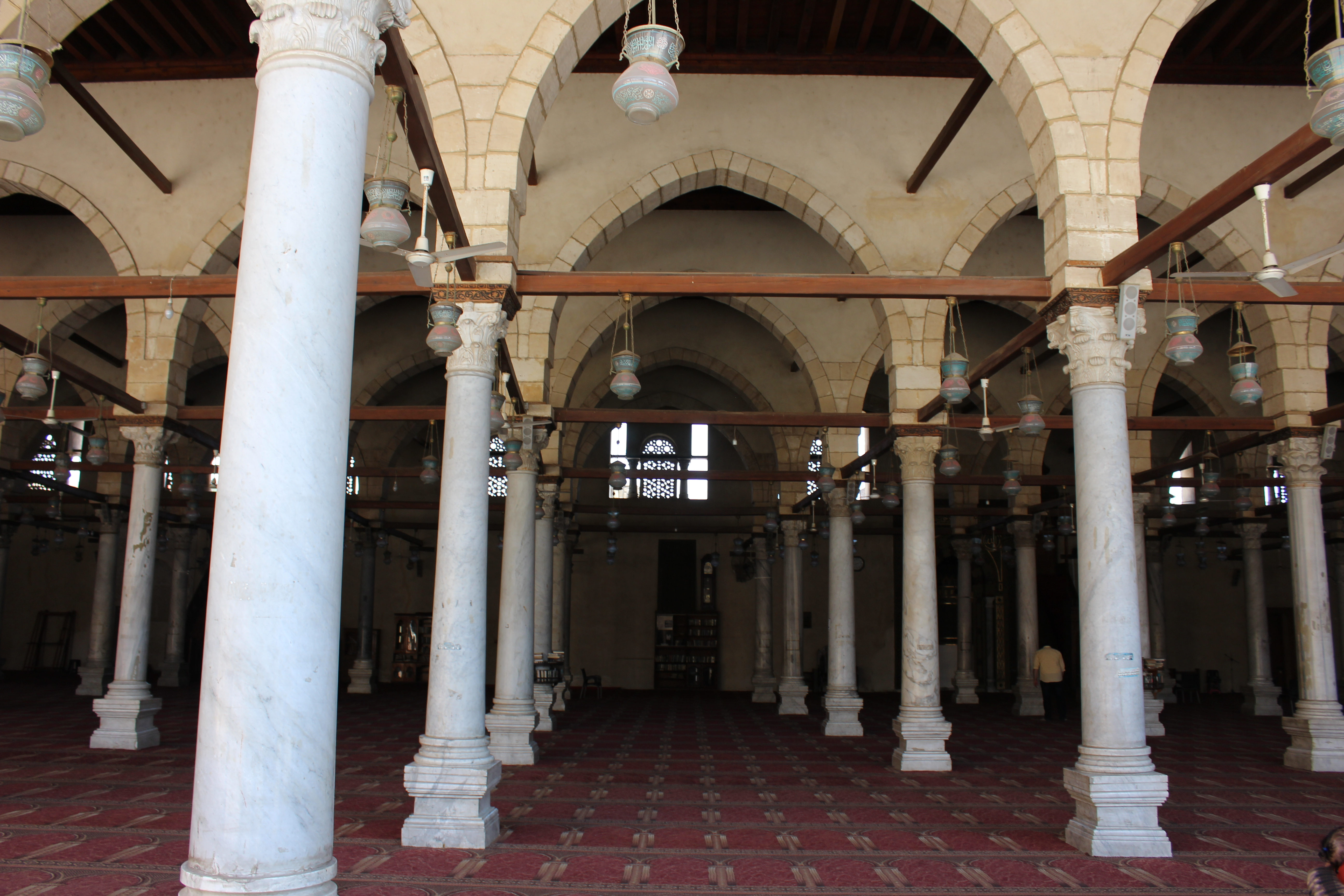
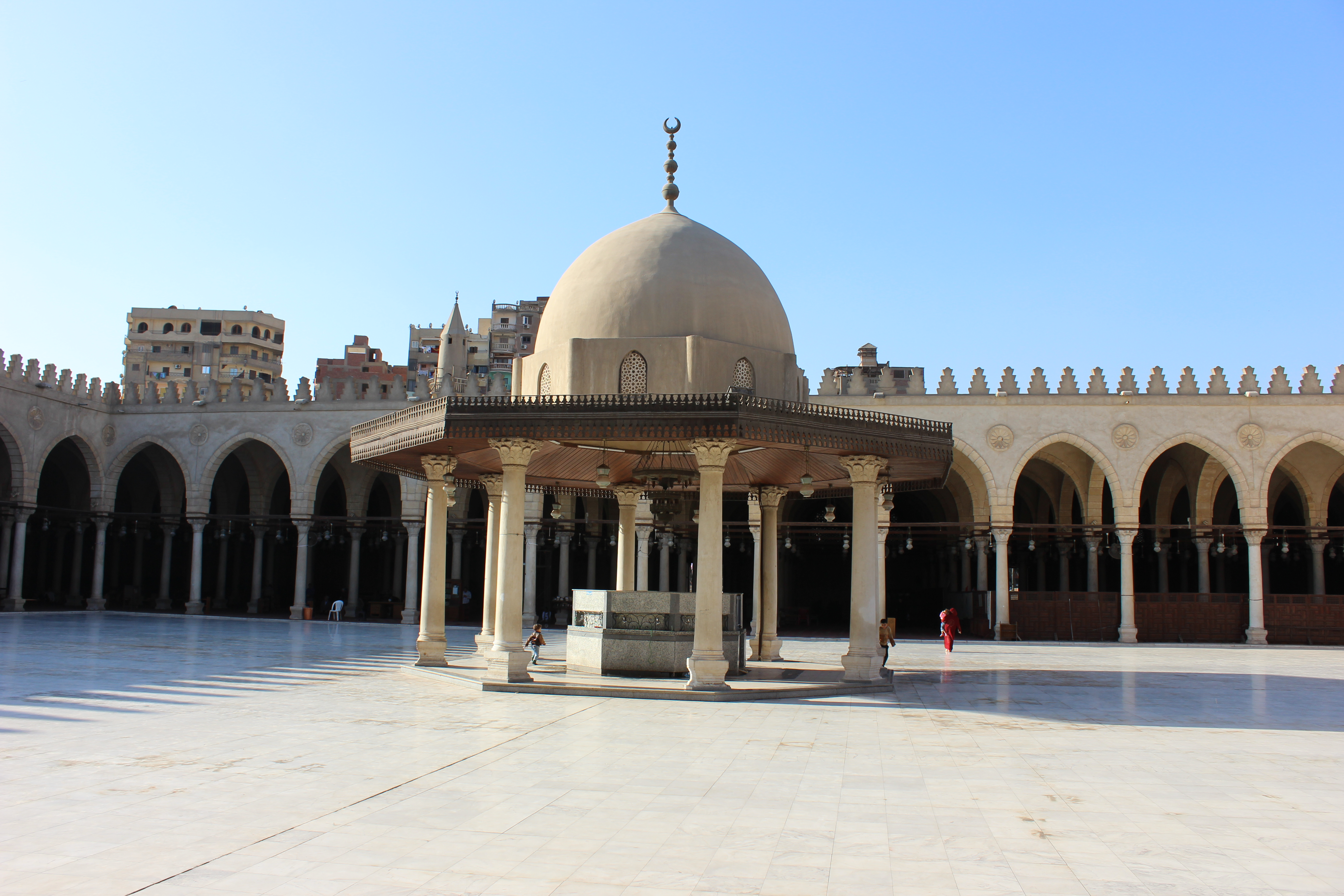
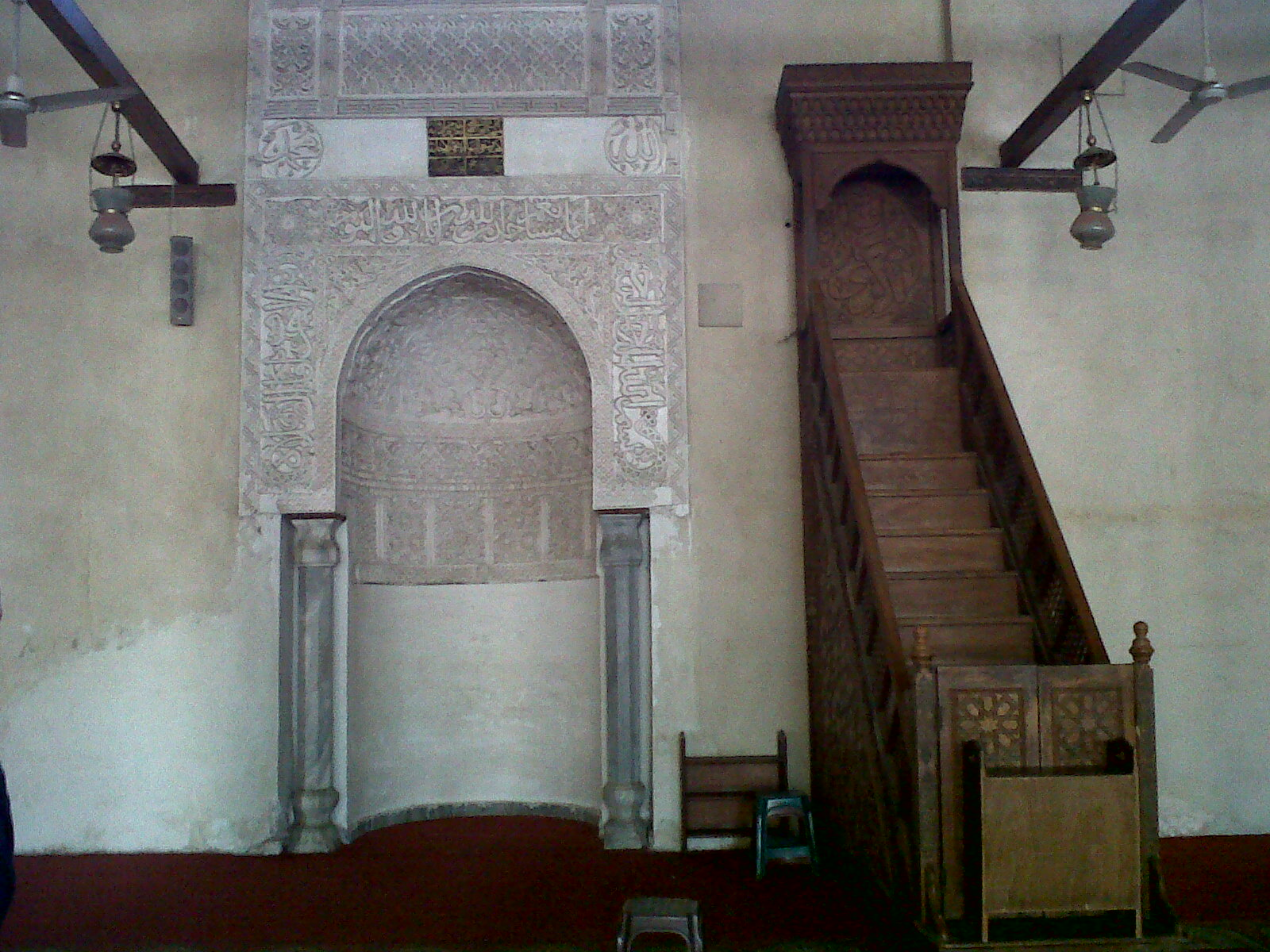
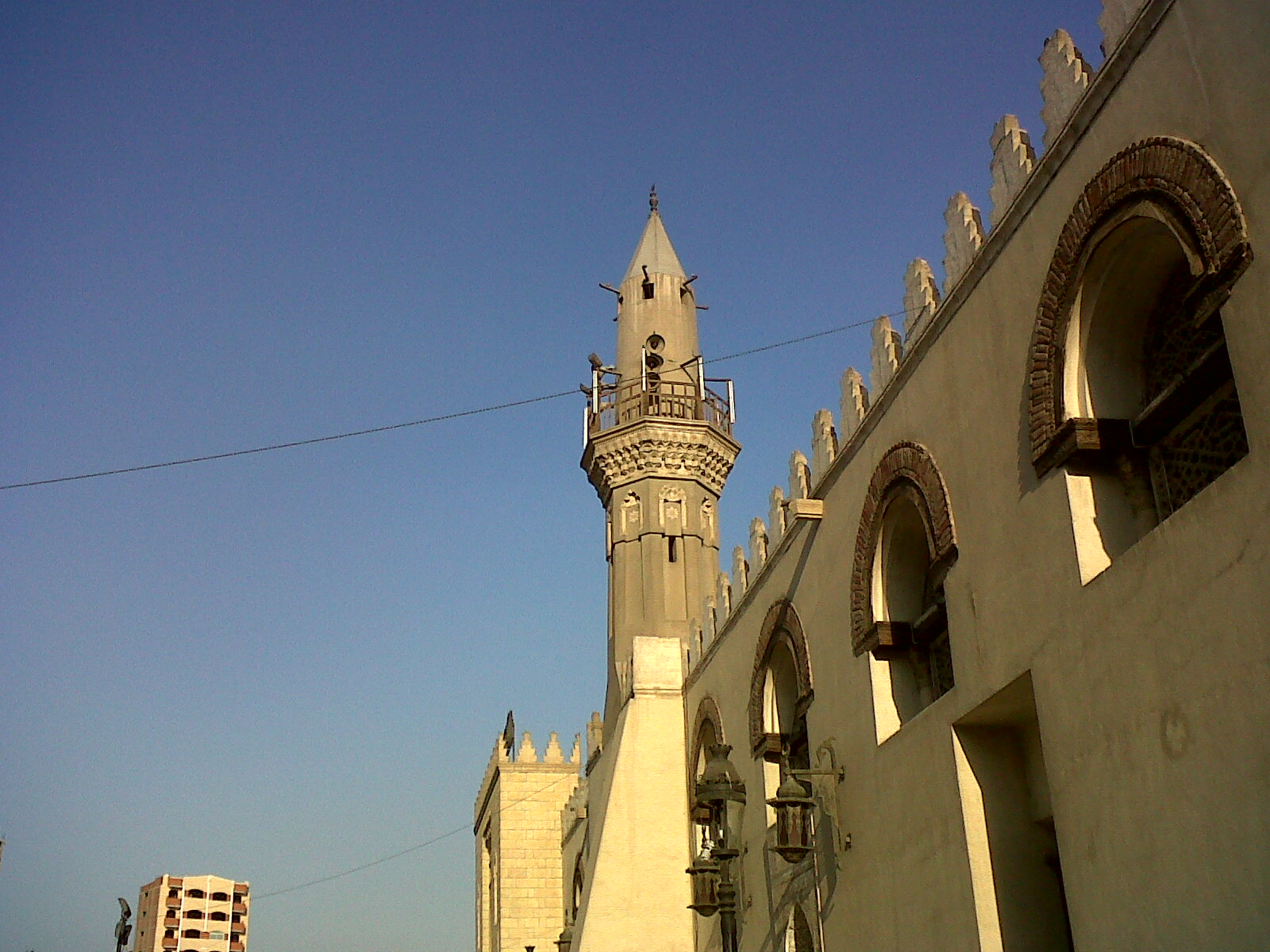
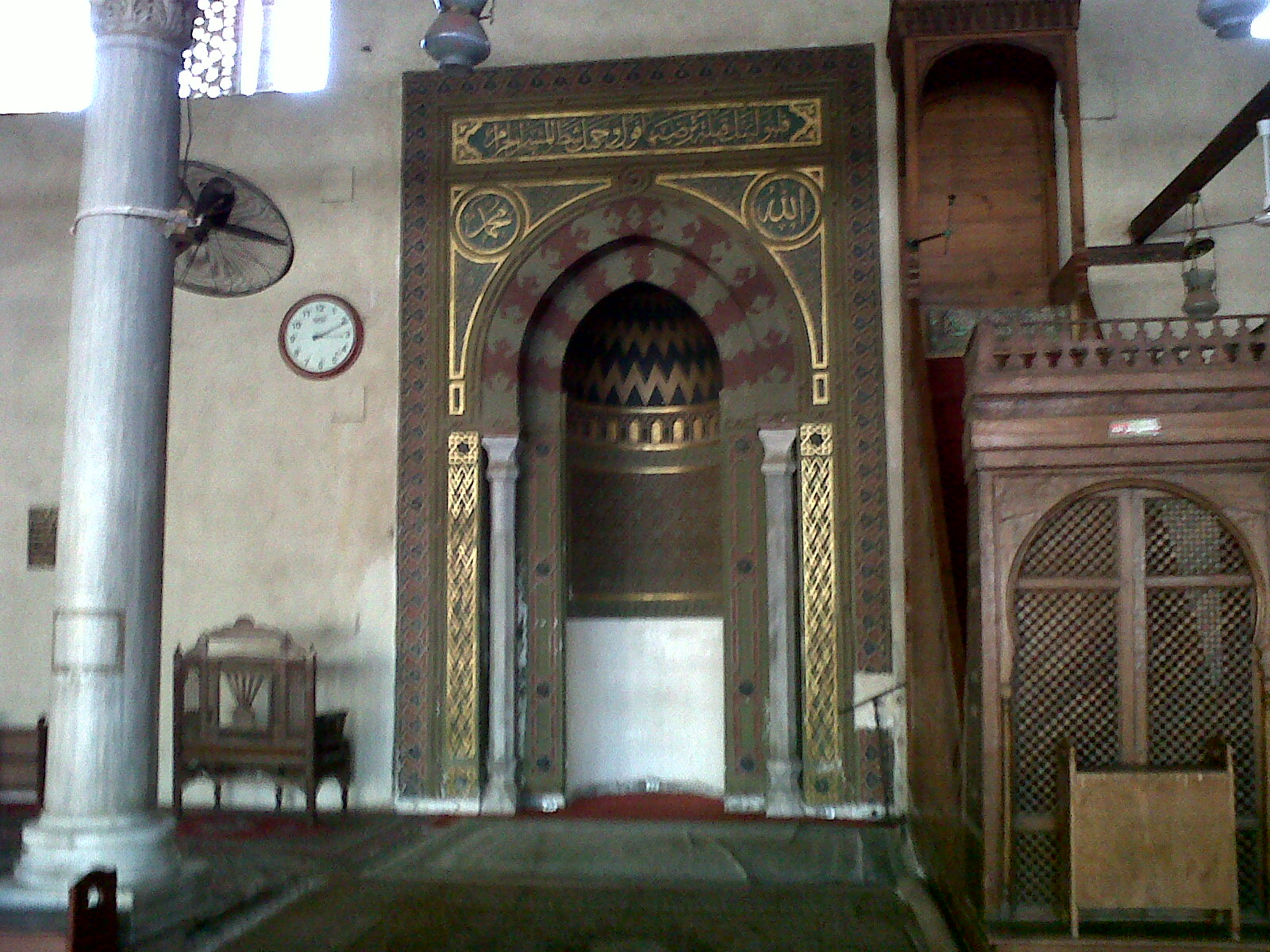
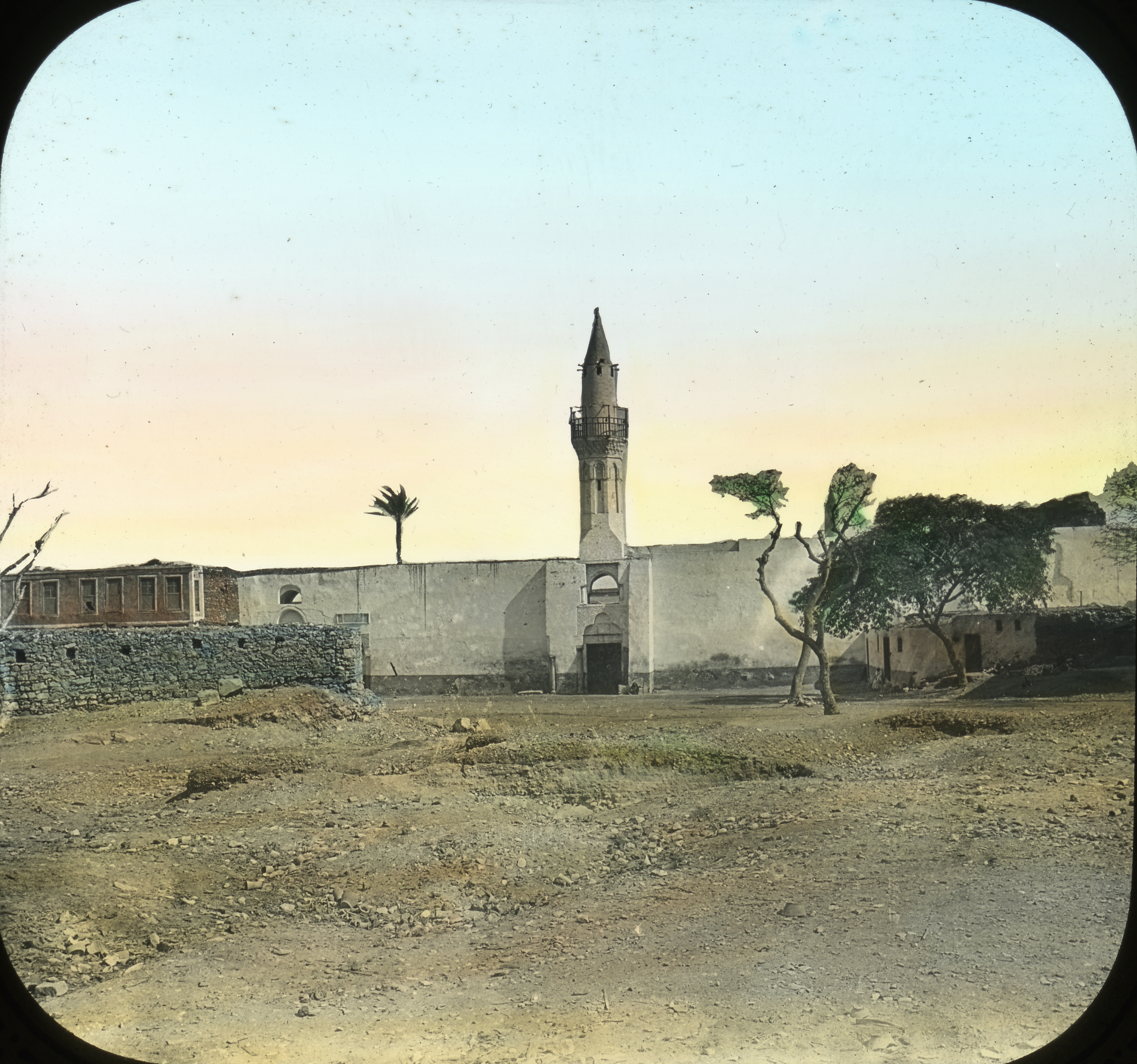
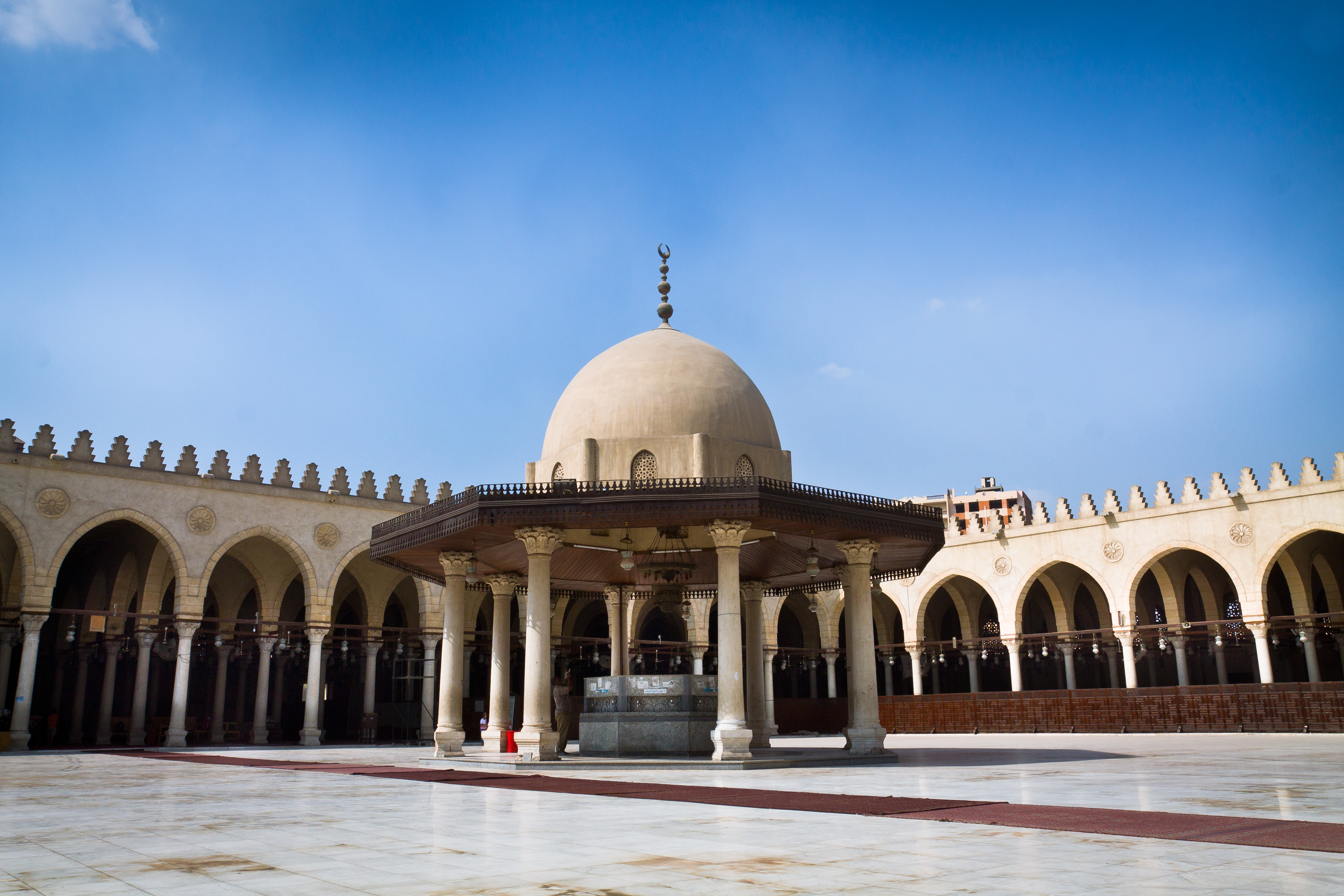
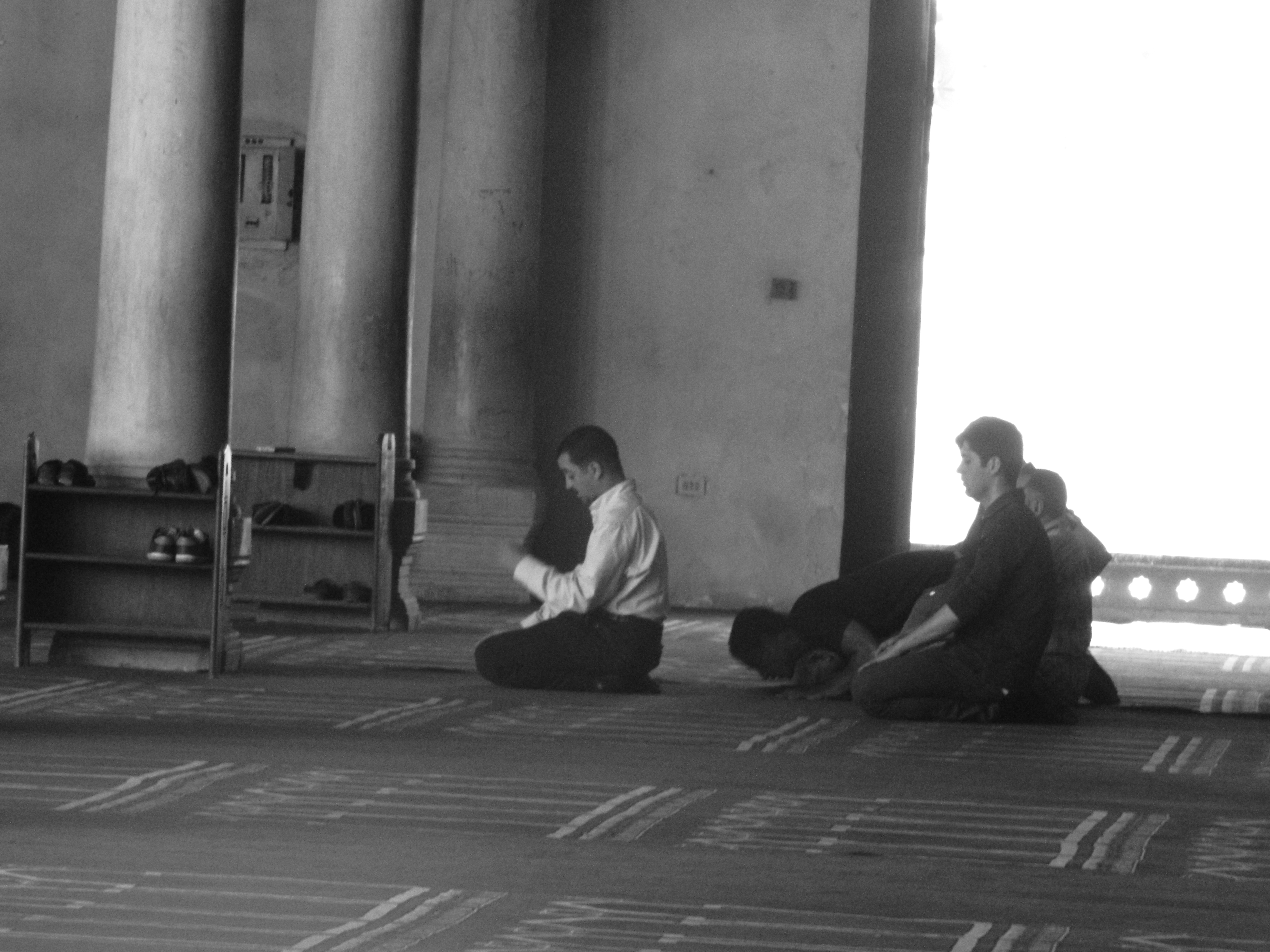
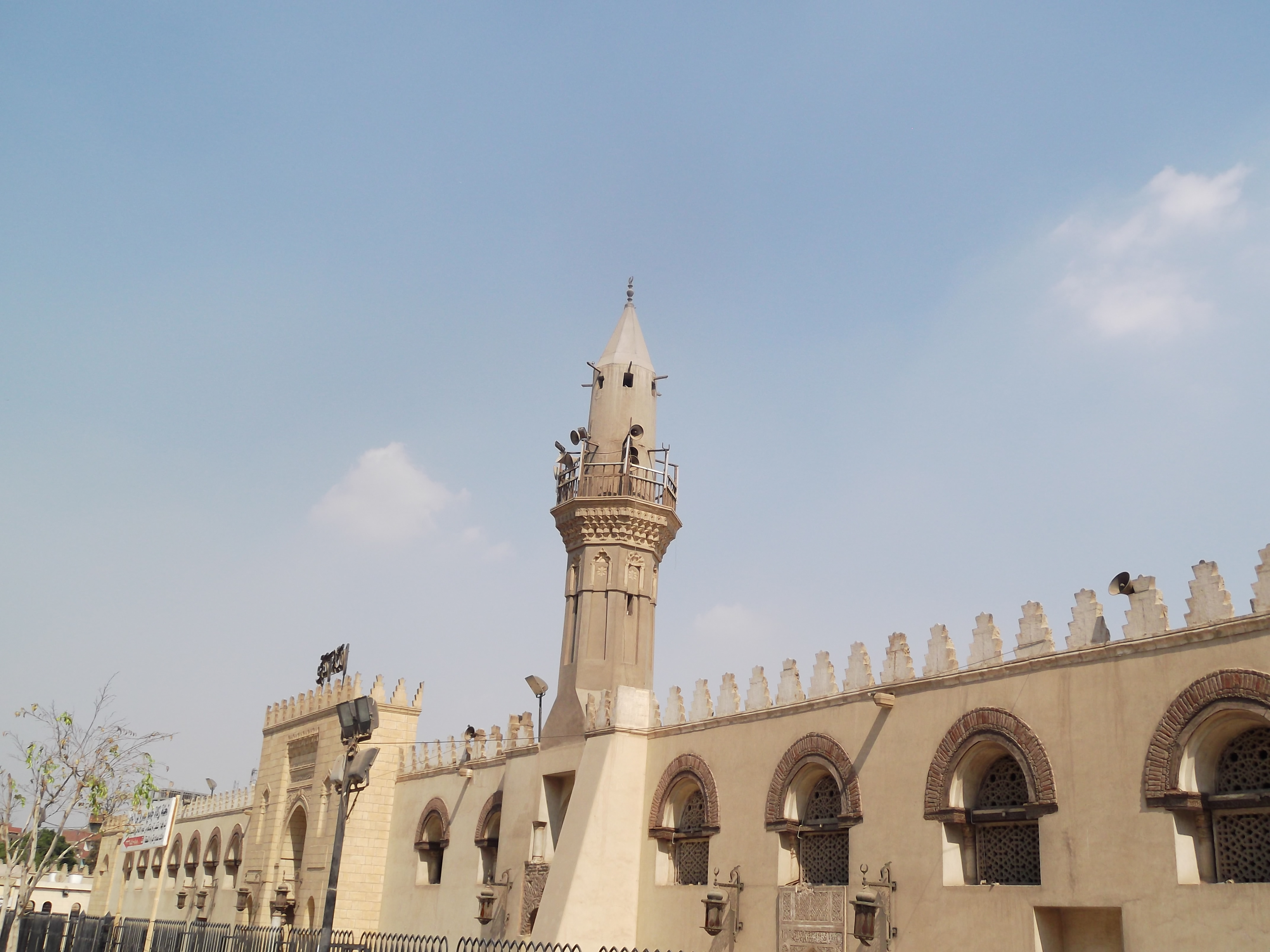
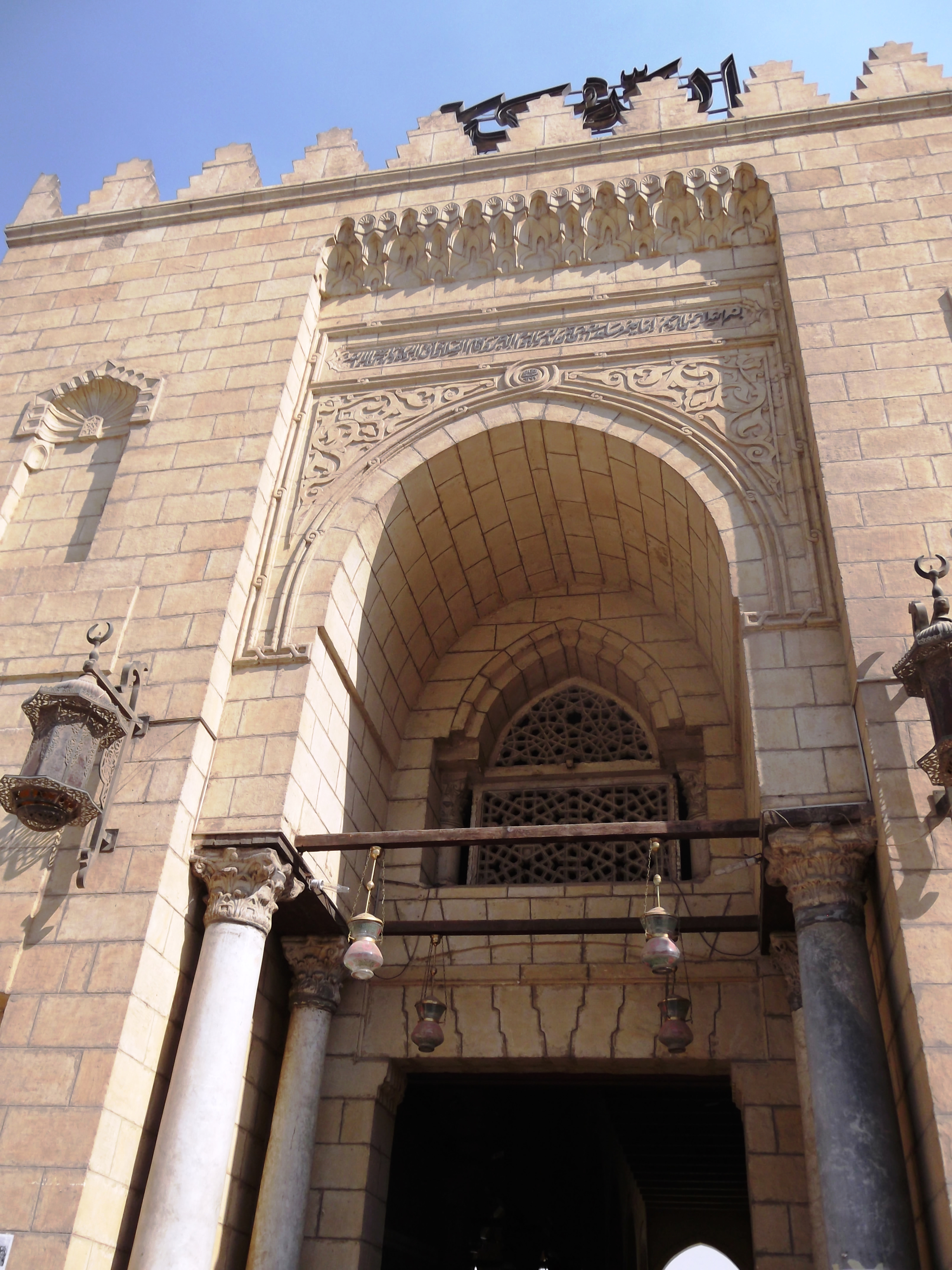
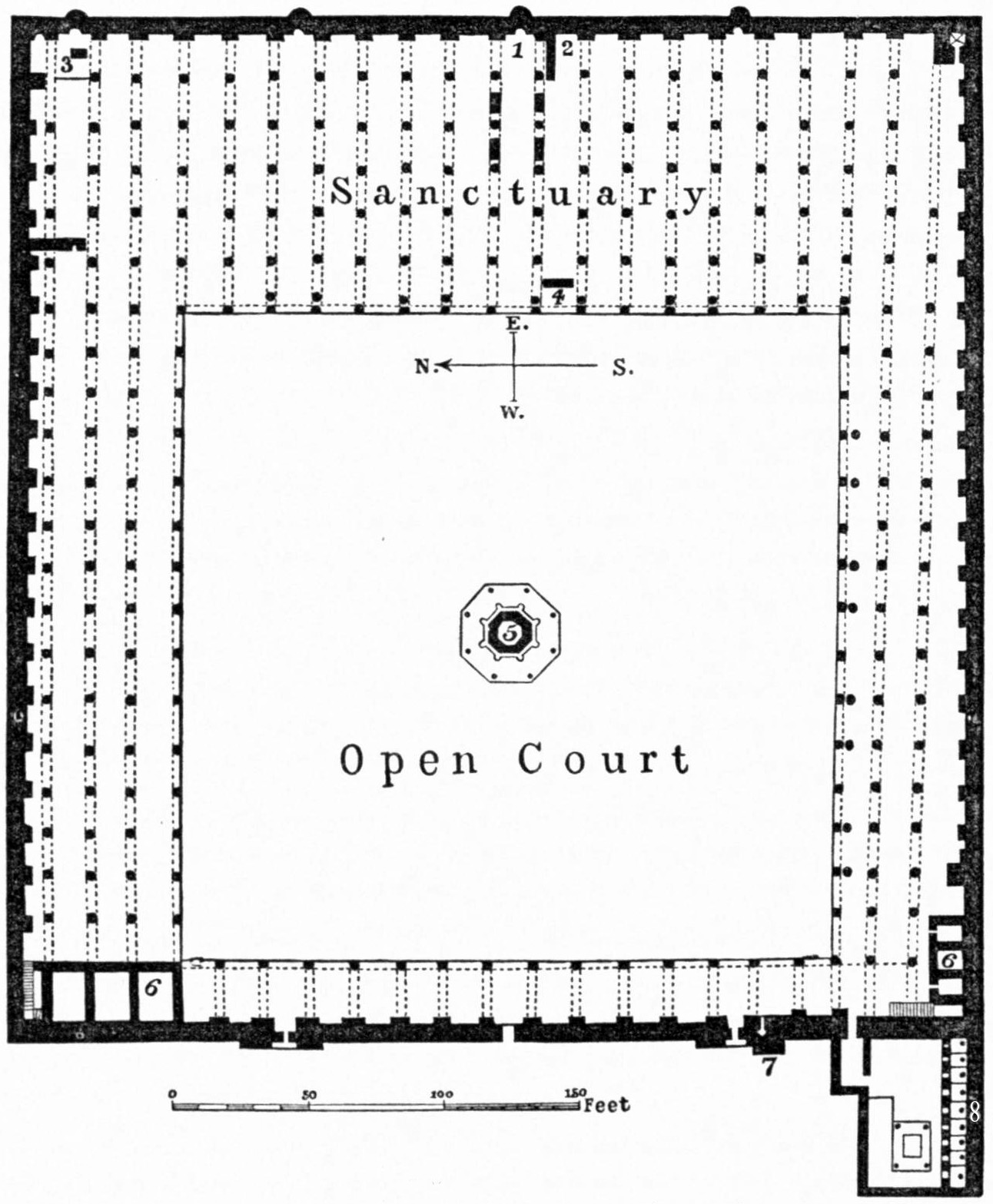
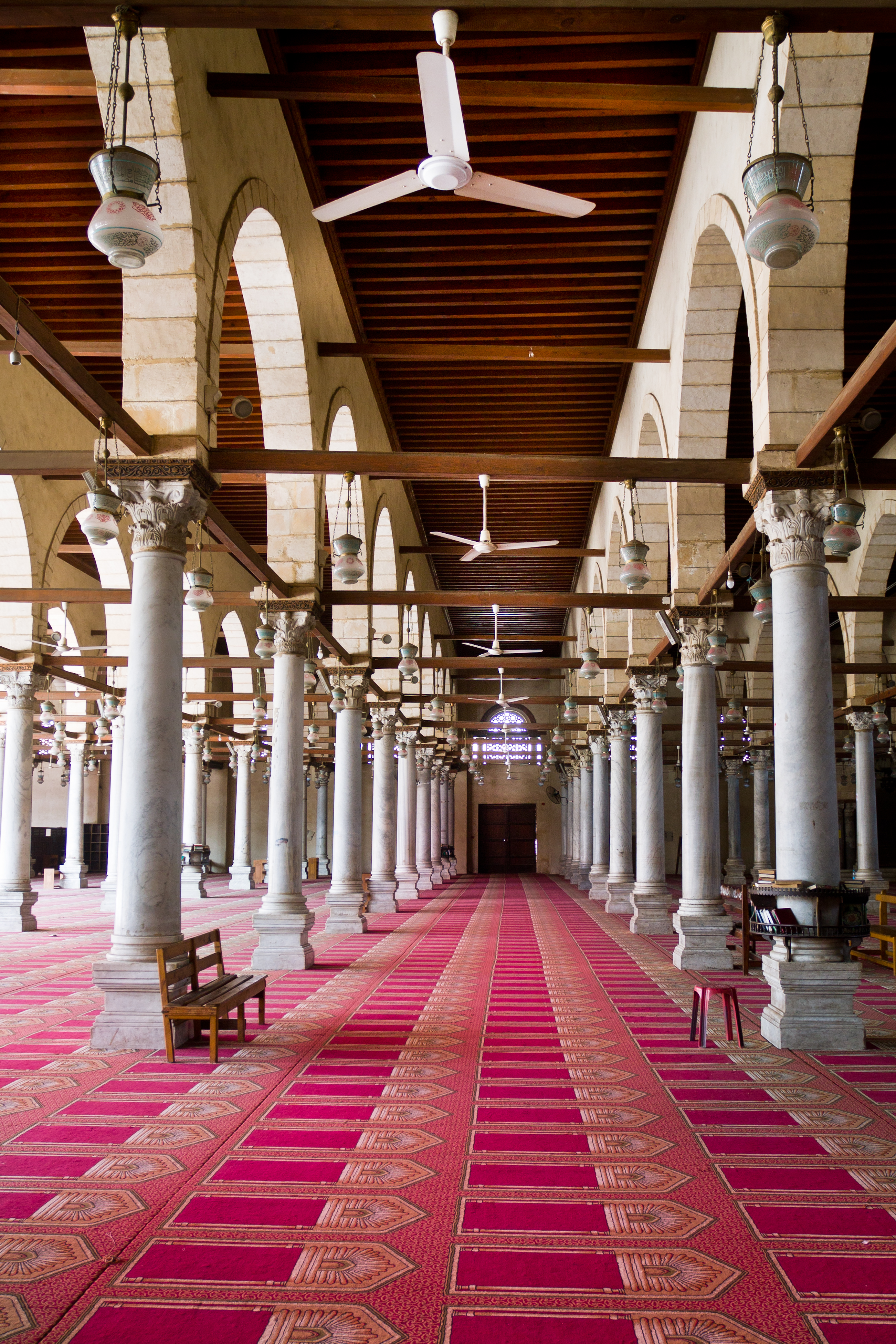